# Operazione Daguet
L'operazione Daguet (nome francese del Mazama) è il nome in codice dell'intervento francese dell'Armée française alla coalizione internazionale a seguito dell'invasione del Kuwait durante la guerra del Golfo (1990-1991).

## Storia

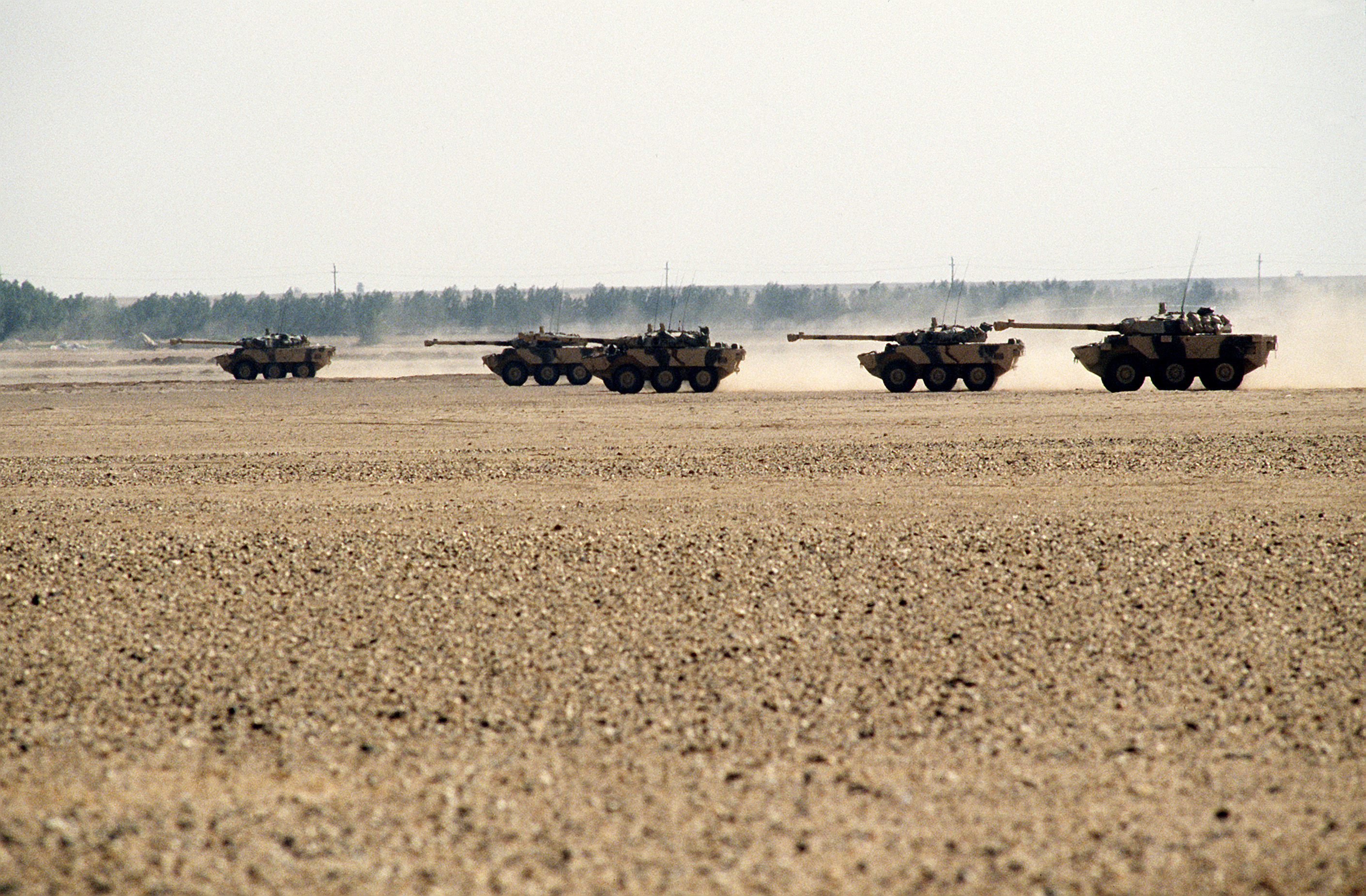
Cinque AMX-10RC durante l'operazione Bouclier du désert.

Seguì l'Operazione Salamander del 23 settembre 1990, durante la quale le forze francesi vennero schierate per proteggere i paesi del Golfo Persico.
Tutto era iniziato il 10 agosto 1990 con l'annuncio, il giorno prima, da parte del Presidente della Repubblica francese François Mitterrand dell'invio della portaerei Clemenceau con a bordo un distaccamento del 5º reggimento di elicotteri da combattimento in Arabia Saudita (30 Gazelle e 12 SA.330B Puma) e diverse altre navi della Marina francese nella regione, nonché uno squadrone investigativo del 1º reggimento ussari paracadutisti negli Emirati Arabi Uniti (operazione Busiris), dopo l'invasione del Kuwait da parte dell'Iraq il 2 agosto.
Le navi che accompagnavano la portaerei Clemenceau erano l'incrociatore Colbert, la petroliera Var e il rimorchiatore Buffle. Il reggimento partì da Tolone il 13 agosto e arrivò ad Abu Dhabi il 22 agosto.

Aumentò di numero fino all'inizio dell'offensiva terrestre, passando da oltre 4.000 uomini all'inizio a 7.000 il 31 dicembre 1990, a più di 10.000 il 10 gennaio 1991, a 12.000 il 31 gennaio e a 14.708 soldati il 24 febbraio 1991.

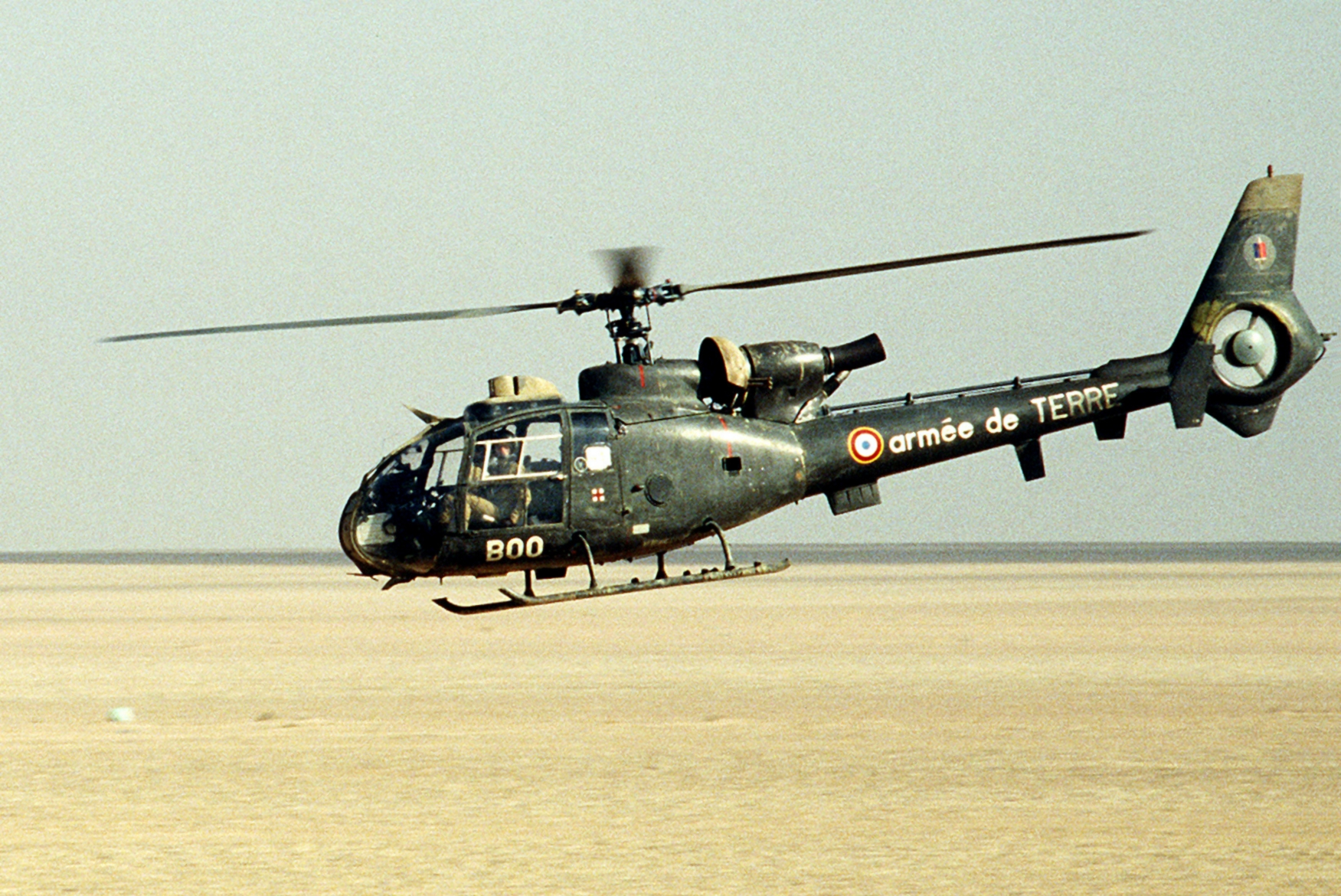
Un elicottero Gazelle SA 341F2 della ALAT.

## L'offensiva terrestre
La missione dei 12.000 militari dell'esercito posti all'estremità delle forze alleate durante l'offensiva Desert Storm iniziata domenica 24 febbraio 1991 (l'offensiva iniziò alle 7 del mattino per i francesi) era quella di catturare l'incrocio stradale di As-Salman, "considerato della massima importanza" e la sua base aerea a circa 150 km all'interno del governatorato di al-Muthanna in territorio iracheno, attraverso due obiettivi intermedi denominati Rochambeau e Chambord.
Questa missione fu compiuta in quarantotto ore, con l'aiuto di unità dell'82ª e 101ª Divisione aviotrasportata americana: la Divisione Daguet, divisa in due gruppi (Natchez a ovest e Montcalm a est), annientò la 45ª Divisione di fanteria dell'esercito iracheno, che teoricamente contava 9 battaglioni, ovvero 11.000 uomini, di cui almeno 3 o 4 battaglioni di fanteria organizzati in punti di appoggio, 1 battaglione di almeno 50 carri armati T-54 e più di 50 cannoni di artiglieria da 122 e 132 mm di calibro, con armi antiaeree (ZPU-4 a canne quadrinate, cannoni ZU-23-2 a due canne da 23 mm).
L'aeroporto fu catturato nel pomeriggio del 25 febbraio e il villaggio di As Salman la mattina del 26, senza combattere.

### Bilancio dell'operazione

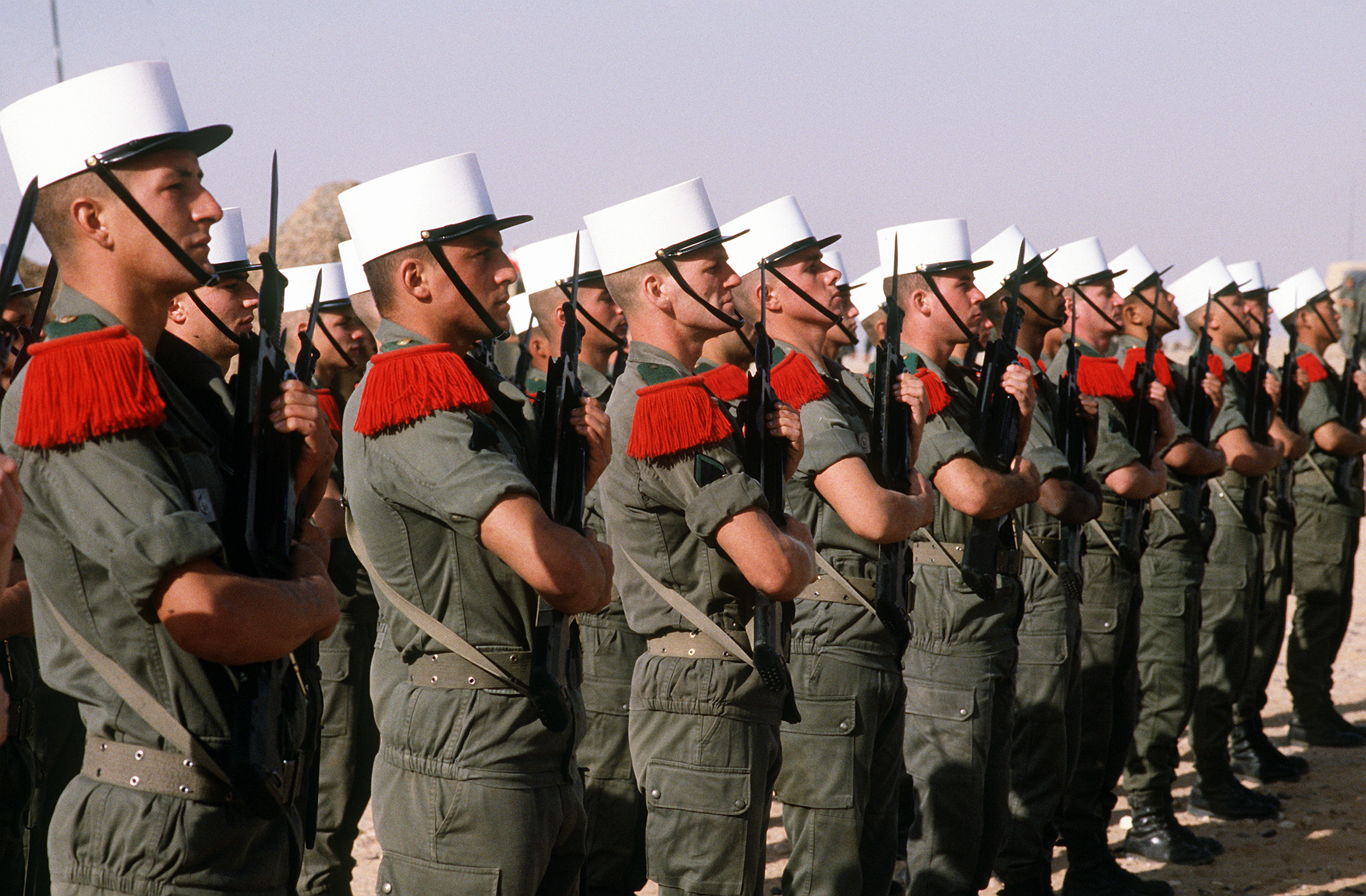
Legionari durante la visita del Lt. Gen. Khalid bin Sultan comandante ufficiale delle forze della coalizione.

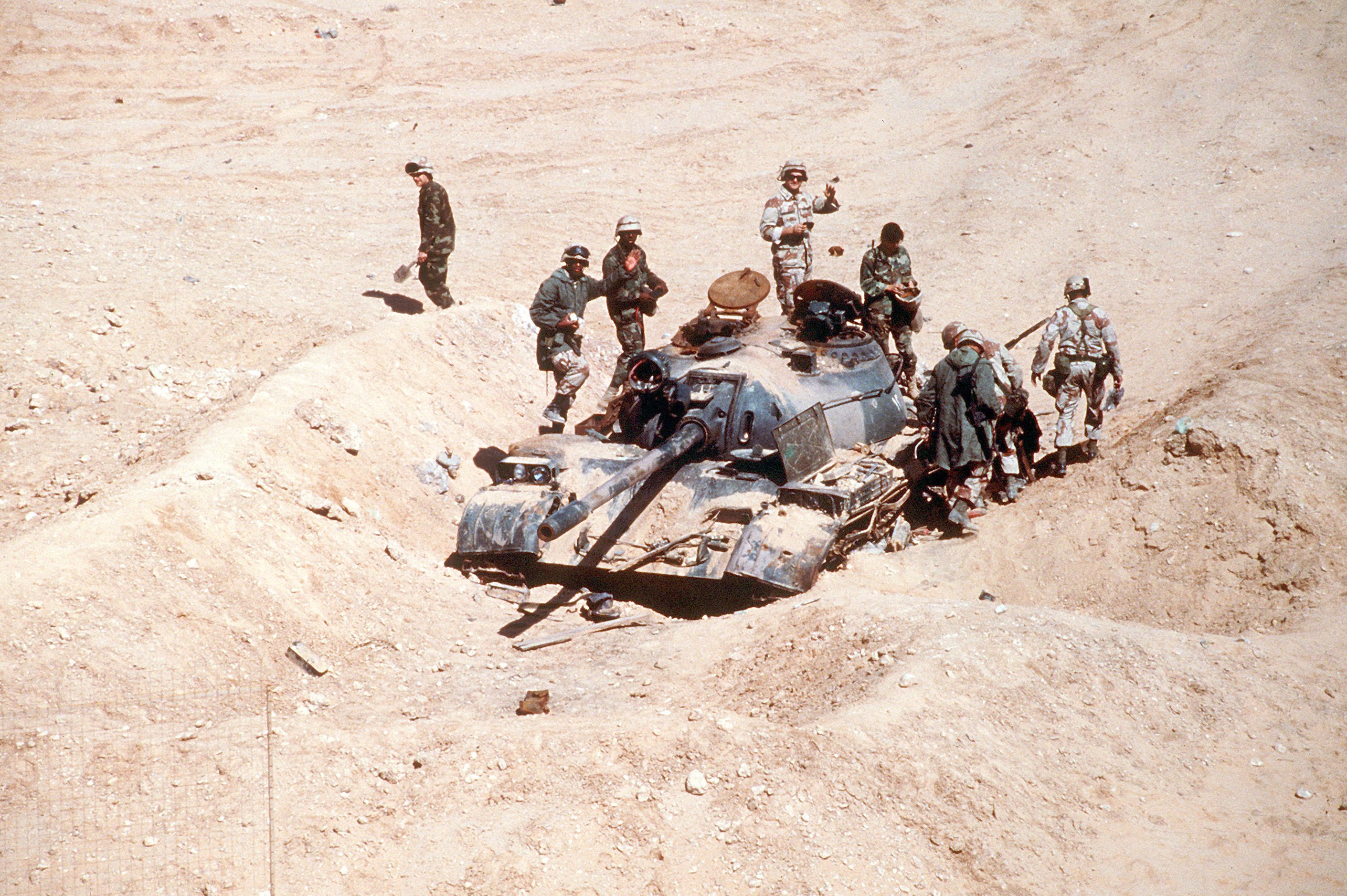
Carro armato type 69 distrutto dalla 6e DLB.

In quattro giorni di offensiva terrestre, il bilancio fu di 2.956 prigionieri di guerra iracheni e da 6.000 a 7.000 in fuga, venti tra T-55, T-62 e Type 69 distrutti, due T-72 catturati, diciassette veicoli blindati leggeri distrutti, centoquattordici camion distrutti e sette catturati, ventisei pezzi di artiglieria (obici, cannoni antiaerei) distrutti e quaranta recuperati, settanta mortai da 82 e 120 millimetri e 700 tonnellate di munizioni catturate dalle forze francesi. Le scorte di munizioni vennero distrutte nella base aerea irachena di As-Salman, che a sua volta venne resa inutilizzabile in seguito a una vasta distruzione.

Gli AMX-30B2 spararono 270 colpi da 105 mm, gli AMX 10 RC 290 proiettili da 105 mm, i cannoni TRF1 1.640 proiettili da 155 mm e l'artiglieria americana 1.100. La fanteria inviò ventidue missili Milan e 560 granate da mortaio da 120 mm. Infine, gli elicotteri Gazelle dell'Aviation légère de l'armée de terre (ALAT) lanciarono 328 missili HOT e i veicoli corazzati da fronte (VAB) Mephisto circa sessanta.

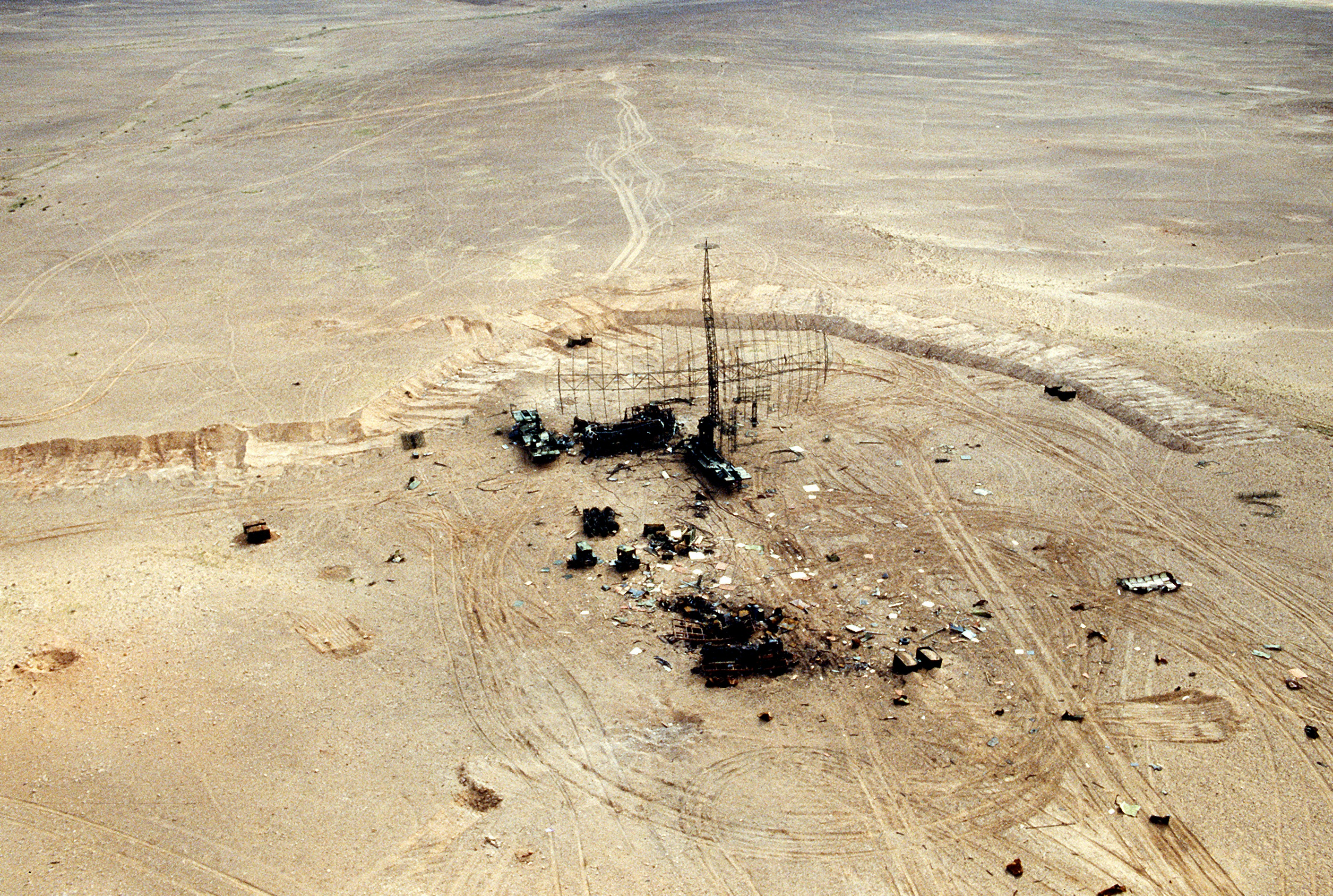
Radar iracheno distrutto dalla 6e DLB.

### Perdite francesi
In totale, durante questa operazione furono uccisi dieci soldati francesi, due prima ancora dell'inizio del conflitto e tre dopo la fine dei combattimenti:
- un sergente maggiore morì in un incidente stradale in Arabia Saudita il 13 novembre 1990;
- Il 7 dicembre 1990, un tenente morì nello schianto del suo Mirage F1-CR durante una missione di addestramento in Arabia Saudita;[5]
- durante il conflitto, due soldati del CRAP del 1º RPIMa (il sergente Schmitt e il caporale capo Eric Cordier) furono uccisi da due submunizioni inesplose provenienti dagli aerei statunitensi nel forte di As Salman, nel governatorato di Al-Muthanna, martedì 26 febbraio 1991 alle ore 16:00. UTC.

Inoltre, altri 33 soldati rimasero feriti (23 durante l'esplosione delle due submunizioni), di cui 22 in modo lieve.
Dopo il conflitto, il 12 marzo 1991, mentre viaggiavano lungo la strada del Texas, nei pressi di As Salman, 8 soldati del 1º RI rimasero feriti (di cui 3 gravemente). Altri due membri del 6º REG vennero uccisi a marzo e aprile a Kuwait City, e tre morirono accidentalmente durante l'operazione umanitaria in Kurdistan dopo il conflitto. Un decimo soldato francese morì di infarto il 12 gennaio.
Il 27 febbraio, da 7 a 8 ingegneri militari statunitensi furono uccisi e diversi rimasero feriti nell'area di responsabilità della divisione mentre spostavano un container di munizioni a grappolo alla base aerea di Al Salman.
L'aeronautica militare francese perse accidentalmente un Mirage F-1 e quattro SEPECAT Jaguar furono leggermente colpiti dal fuoco antiaereo durante le loro missioni di bombardamento.

## L'offensiva navale
La parte navale dell'operazione fu chiamata Operazione Artimon. Da agosto, fu condotta da tre avvisi/corvette type A69 (o classe d'Estienne d'Orves), organizzati attorno alle fregate Dupleix e Montcalm, supportate dalla petroliera Durance. In ottobre, lo schieramento fu rinforzato con la fregata La Motte-Picquet e la nave da scorta di flotta Du Chayla.
Nel dicembre, le fregate Jean de Vienne e il Premier-Maître L'Her sostituirono La Motte-Picquet. A marzo il Jean de Vienne fu sostituito dalla Latouche-Tréville.
Le navi fecero rispettare l'embargo contro l'Iraq controllando il traffico mercantile, effettuando 28.586 controlli e abbordando oltre 1.000 navi per ulteriori ispezioni. Furono sparati 14 colpi di avvertimento. In particolare, il 20 settembre, la nave irachena Al Taawin Al Aradien fu intercettata dall'incrociatore statunitense USS San Jacinto, dalla fregata spagnola Infanta Cristina e dalla nave di scorta Du Chayla; si rifiutò di obbedire fino a quando non furono sparati i colpi di avvertimento, ma rifiutò di essere abbordata da chiunque altro che non fosse francese. Un gruppo di Fucilieri di Marina ispezionò quindi successivamente la nave.

## Composizione

### Comando

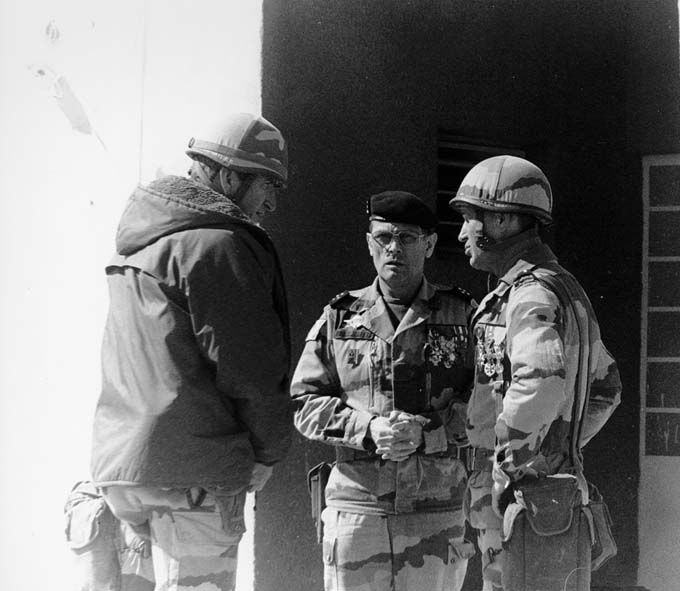
Il generale Michel Roquejoffre, comandante dell'operazione Daguet, e il generale Bernard Janvier, comandante della 6e division légère blindée, in occasione della Parata della vittoria delle forze francese a As Salman, Iraq, il 10 marzo 1991.

- Coordinamento dell'operazione: generale di corpo d'armata Michel Roquejeoffre
  - Comando della divisione Daguet: 
    - Maggiore generale Jean-Charles Mouscardès (22 settembre 1990 - rimpatrio medico l'8 febbraio 1991)
    - Generale di brigata Bernard Janvier (8 febbraio 1991 - fine operazione)

  - Comando dell'aeronautica: generale Solanet
  - Comando delle forze navali (Operazione Artimon): Contrammiraglio Pierre Bonnot

### Forze presenti
- uno stato maggiore congiunto di 350 soldati;
- una componente dell'aeronautica militare francese (compresi 12 aerei da combattimento Mirage 2000, 24 SEPECAT Jaguar di stanza all'aeroporto di Al-Ahsa);
- una componente sanitaria;
- un “gruppo di supporto logistico” (avanzato e retroguardia) comprendente risorse marittime, aeree e terrestri;
- la divisione Daguet dell'esercito francese, circa 12.000 uomini nel gennaio 1991;
- una sezione terra-aria dell'aeronautica militare (5 lanciatori Crotale)[8].

### La divisione Daguet

Trombettiere delle Truppe della Marina Francese in Kuwait dopo l'operazione militare "Tempesta nel deserto".

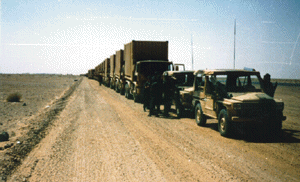
Convoi des éléments du 511e régiment du train intégré dans le groupement de soutien logistique.

La divisione creata per l'occasione, posta sotto il comando del generale Mouscardes e poi del generale Janvier, era composta da diverse unità dell'esercito francese:
- Il personale della sesta Brigata Corazzata Leggera (500 persone);
- 1º Reggimento Elicotteri da Combattimento;
- 2 compagnie del 1º Reggimento di Fanteria;
- 3º Reggimento Elicotteri da Combattimento;
- 5º Reggimento Elicotteri da Combattimento (personale + tutti gli elicotteri atterrati dall'Operazione Salamandre);
- 3º Squadrone (ricognizione/anticarro) e 4º Squadrone del 1º Reggimento Ussari Paracadutisti;
- 1º Reggimento di Cavalleria Straniera (1 quartier generale - 1 squadrone di comando e servizi - 3 squadroni corazzati - 1 squadrone anticarro);[9]
- 1º Reggimento Spahi;
- 4º Reggimento Dragoni con 3 squadroni di AMX-30B2;

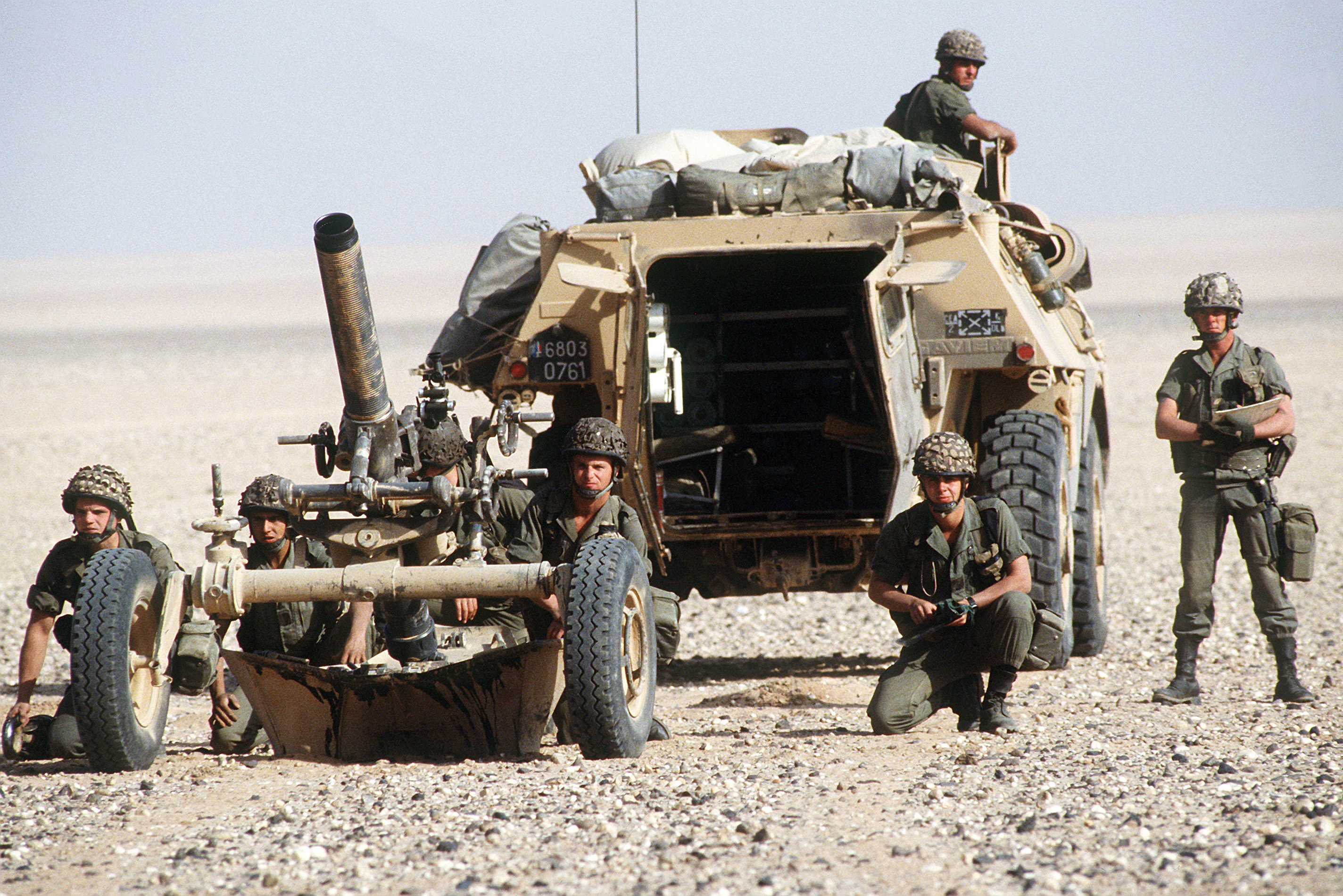
Equipaggio di un mortaio MO 120 RT del 2º Reggimento di fanteria straniera.

- Equipaggio di un mortaio MO 120 RT del 2º Reggimento di fanteria straniera.2º Reggimento di Fanteria Straniera rinforzato da una compagnia del 21º RIMa (1 stato maggiore - compagnia di comando e servizi - compagnia di supporto e assistenza - 3 compagnie di combattimento);[9]
- un reggimento misto di fanteria corazzato su VAB del 3º reggimento di fanteria di Marina e AMX-10 RC del reggimento carri armati di Marina;
- 2º Reggimento di Fanteria di Marina;
- 6º Reggimento Genio Straniero (1 quartier generale - 1 compagnia di comando e servizi - 3 compagnie di genio da combattimento - 1 compagnia di supporto - 1 compagnia del 3º RG equipaggiata con veicoli corazzati del genio - 1 sezione MICLIC (en) dell'esercito americano);[9]
- una sezione di difesa terra-aria composta dal sistema Crotale EDSA 02/950 dell'Armée de l'air, rinforzato da diversi elementi dei vari EDSA sempre dell'aeronautica militare francese;
- 11º reggimento di artiglieria di marina;
- 3 sezioni Mistral del 35º Reggimento Artiglieria Paracadutisti;
- una sezione di equipaggiamento per la sorveglianza e l'intelligence HORUS creata dalla Sezione tecnica dell'esercito e dal 6º e 8º reggimento di artiglieria. Questa sezione era equipaggiata con il dimostratore ORCHIDEE e il prototipo del sistema di drone lento MART (Mini Avion de Reconnaissance Télépiloté);[10]
- un Gruppo di supporto logistico creato dai reggimenti di comando e supporto della Forza di azione rapida;
- una forza di presidio divisionale composta da un ufficiale e 24 gendarmi.

La divisione così composta, nella sua articolazione di combattimento, allinea un totale di 2.500 mezzi pesanti tra cui 132 elicotteri di tutte le categorie dell'ALAT - seconda forza aeromobile della coalizione - di cui 88 Gazelle (60 armati con missili Hot, 14 da ricognizione e 14 cannoni SA341F, 3 di questi ultimi adattati in loco per il trasporto di missili Mistral per una capacità aria-aria) e 38 Puma (tra cui il prototipo SA 330B Puma Orchidée/HORUS equipaggiato con un radar di sorveglianza del campo di battaglia) e 500 veicoli blindati tra cui 214 veicoli blindati avanzati, 96 AMX-10 RC, 44 carri armati da combattimento AMX-30B2, 13 ERC-90 Sagaie, 18 cannoni trainati da 155 mm TRF1 e 20 mortai da 120 mm MO 120 RT.
La dottrina di impiego della divisione si basava sul concetto di ingaggio della Rapid Action Force, che combinava potenza di fuoco anticarro e mobilità.
Una brigata di fanteria dell'82ª divisione aviotrasportata statunitense e la 12ª brigata di artiglieria statunitense furono poste sotto il controllo operativo francese. Queste unità rafforzarono principalmente la componente d'artiglieria della divisione Daguet, che contava circa 17.000 uomini (12.500 francesi e 4.500 americani), mentre venne integrata nel XVIII Corpo aviotrasportato americano.

## Logistica
Elemento chiave nelle guerre ad alta intensità, la debolezza di questa componente è stata gradualmente rivelata nel corso dell'operazione.
Il numero delle cosiddette unità "da combattimento" è stato aumentato a scapito delle unità logistiche, al punto che all'inizio dello schieramento non esistono più unità logistiche strutturate. Le conseguenze sono molteplici: ad esempio, il 1º REC trascorse cinque mesi nel deserto con due campi scuola dell'Aeronautica Militare (sezione Crotale) per 800 uomini.
La divisione Daguet allinea una brigata logistica composta da 4.600 uomini (35% della forza): 1.600 uomini del reggimento comando e supporto (febbraio 1991), 2.500 uomini del “Gruppo di supporto logistico” (1.000 uomini del servizio sanitario dell’esercito, 1.500 uomini distribuiti tra gli altri servizi, in particolare l’autotreno), 500 uomini appartenenti alla “Base operativa mobile aviotrasportata” dell’11ª brigata paracadutisti, responsabile del controllo del traffico aereo e della gestione del trasporto aereo.